# Steffen Kjærgaard
Steffen Kjærgaard (* 24. Mai 1973 in Tønsberg) ist ein ehemaliger norwegischer Radrennfahrer und Radsportfunktionär.

## Sportliche Laufbahn
Steffen Kjærgaard begann seine Radsport-Laufbahn als Bahnradsportler. In verschiedenen Altersklassen und Disziplinen auf der Bahn errang er zwischen 1990 und 1993 sieben norwegische Meistertitel; 1993 wurde er zudem nordischer Meister im Punktefahren. Im selben Jahr gewann er die Gesamtwertung im Bahnrad-Weltcup (wahrscheinlich im 1000-Meter-Zeitfahren). 1992 startete er bei den Olympischen Sommerspielen in Barcelona in der Einerverfolgung, schied jedoch in der ersten Runde aus.
1993 errang Kjærgaard seinen ersten nationalen Titel auf der Straße, im Mannschaftszeitfahren. Bis 2003 wurde er allein fünfmal norwegischer Meister im Einzelzeitfahren und holte zwölf Titel bei den Meisterschaften der Nordischen Länder. 2001 und 2003 gewann er das Rennen Roserittet.
Von 2000 bis 2003 fuhr Kjærgaard  für das US Postal Service Pro Cycling Team und startete 2000 (Rang 89) sowie 2001 (Rang 101) bei der Tour de France;  sein Team-Kapitän Lance Armstrong wurde jeweils Gesamtsieger.
Den Kongepokal (Königspokal), der für die beste sportliche Leistung bei norwegischen Meisterschaften vergeben wird, erhielt er 1996 und 1999.

### Doping
Bis 2012 war Kjærgaard Sportdirektor des Norwegischen Radsportverbands (Norges Cykleforbund). Im Oktober 2012 gestand er ein, von 1998 bis 2003 mit EPO und Cortison gedopt zu haben. Er wurde umgehend als Sportdirektor suspendiert. Zunächst gab es die Forderung, Kjærgaard für zehn Jahre jegliche Betätigung im Sport zu untersagen, doch diese Forderung wurde fallen gelassen. Eine strafrechtliche Sanktion erfolgte nicht, da die Taten nach norwegischem Recht verjährt sind.

## Erfolge (Straße)
1993
- Norwegischer Meister – Mannschaftszeitfahren (mit Roar Skaane und Bjørn Grubbli)

1994
- Ringerike Grand Prix
- eine Etappe Österreich-Rundfahrt
- Norwegischer Meister – Straßenrennen
- Norwegischer Meister – Mannschaftszeitfahren (mit Stig Kristiansen, Ole Sigurd Simensen und Karsten Stenersen)

1995
- eine Etappe und Gesamtwertung Österreich-Rundfahrt
- Norwegischer Meister – Mannschaftszeitfahren (mit Ole Sigurd Simensen und Stig Kristiansen)

1996
- Norwegischer Meister – Einzelzeitfahren

1997
- Norwegischer Meister – Einzelzeitfahren

1998
- eine Etappe und Gesamtwertung Bayern-Rundfahrt
- Norwegischer Meister – Einzelzeitfahren

1999
- Tour de Normandie
- Circuit Cycliste Sarthe
- Norwegischer Meister – Einzelzeitfahren

2002
- eine Etappe Vuelta a España

2003
- Norwegischer Meister – Einzelzeitfahren
- zwei Etappen und Gesamtwertung Roserittet

## Erfolge (Bahn)
1992
- Norwegischer Meister – Verfolgung

1993
- Norwegischer Meister – Verfolgung
- Norwegischer Meister – Punktefahren
- Nordischer Meister – Punktefahren

## Teams
- 1995 TVM (Stagiaire ab 1. September)
- 1996–1997 TVM-Farm Frites
- 1998–1999 Chicky World
- 2000–2003 US Postal Service